# SN 1983W
SN 1983W – supernowa typu Ia odkryta 23 grudnia 1983 roku w galaktyce NGC 3625. Jej maksymalna jasność wynosiła 13,30m.